# Zamarada protrusa
Zamarada protrusa là một loài bướm đêm trong họ Geometridae.